# 1760
1760 (MDCCLX) byl přestupný rok, který dle gregoriánského kalendáře započal úterým.

## Události
- 25. října – Po 33 letech vlády zemřel britský král Jiří II. a na trůn nastoupil jeho vnuk Jiří III.
- V Bratislavě byl postaven Grasalkovičův palác, pozdější sídlo slovenského prezidenta.

### Probíhající události
- 1754–1763 – Francouzsko-indiánská válka
- 1756–1763 – Sedmiletá válka

## Narození

### Česko
- 30. ledna – František Xaver Partsch, hudební skladatel († 6. dubna 1822)
- 12. února – Jan Ladislav Dusík (Dussek), hudební skladatel a klavírista († 20. března 1812)
- neznámé datum – František Xaver Faulhaber, kněz a univerzitní pedagog († 10. ledna 1832)

### Svět

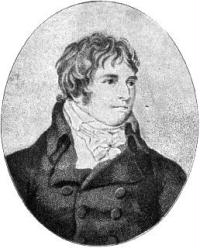
Jan Ladislav Dusík (* 12. února)

- 15. února – Jean-François Le Sueur, francouzský hudební skladatel, dirigent a pedagog († 6. října 1837)
- 2. března – Camille Desmoulins, francouzský revolucionář († 5. dubna 1794)
- 10. března – Leandro Fernandez de Moratín, španělský dramatik († 2. června 1828)
- 13. dubna – William Garrow, britský obhájce, politik a soudce († 24. září 1840)
- 18. dubna – Maria Waichard Trauttmansdorff, rakouský církevní hodnostář činný v Olomouci († 19. listopadu 1842)
- 22. dubna – Akbar Šáh II., předposlední mughalský císař († 28. září 1837)
- 10. května
  - Johann Peter Hebel, německý spisovatel, teolog a pedagog († 22. září 1826)
  - Claude Joseph Rouget de Lisle, francouzský revolucionář a skladatel († 26. července 1836)
- 28. května – Alexandre de Beauharnais, francouzský voják a politik († 23. července 1794)
- 5. června – Johan Gadolin, finský chemik († 15. srpna 1852)
- 26. června – Jan I. z Lichtenštejna, lichtenštejnský kníže († 20. dubna 1836)
- 3. července – Johann von Prochaska, rakouský generál († 24. dubna 1823)
- 8. července – Christian Kramp, francouzský matematik († 13. května 1826)
- 22. srpna – Lev XII., papež († 10. února 1829)
- 31. srpna – Aristide Aubert Dupetit-Thouars, francouzský mořeplavec a národní hrdina († 1. srpna 1798)
- 14. září – Luigi Cherubini, italsko-francouzský skladatel († 15. března 1842)
- 21. září – Olof Peter Swartz, švédský botanik († 19. září 1818)
- 1. října – William Thomas Beckford, anglický spisovatel, mecenáš a politik († 2. května 1844)
- 4. října – Alexander Rudnay, slovenský biskup a kardinál († 13. září 1831)
- 17. října – Henri de Saint-Simon, francouzský utopický socialista († 19. května 1825)
- 20. října – Alexandre de Lameth, francouzský voják a politik († 18. března 1829)
- 23. listopadu – Gracchus Babeuf, francouzský revolucionář († 27. května 1797)
- ? – Kacušika Hokusai, japonský malíř a dřevorytec († 10. května 1849)
- ? – Nükhetsezâ Hanımefendi, manželka osmanského sultána Abdulhamida I. († 4. června 1850)

## Úmrtí

### Česko
- 27. října – Antonín Koniáš, jezuitský kazatel (* 13. února 1691)
- 7. prosince – Jan Packeny, zlatník pozdního baroka v Praze (* ? 1694)

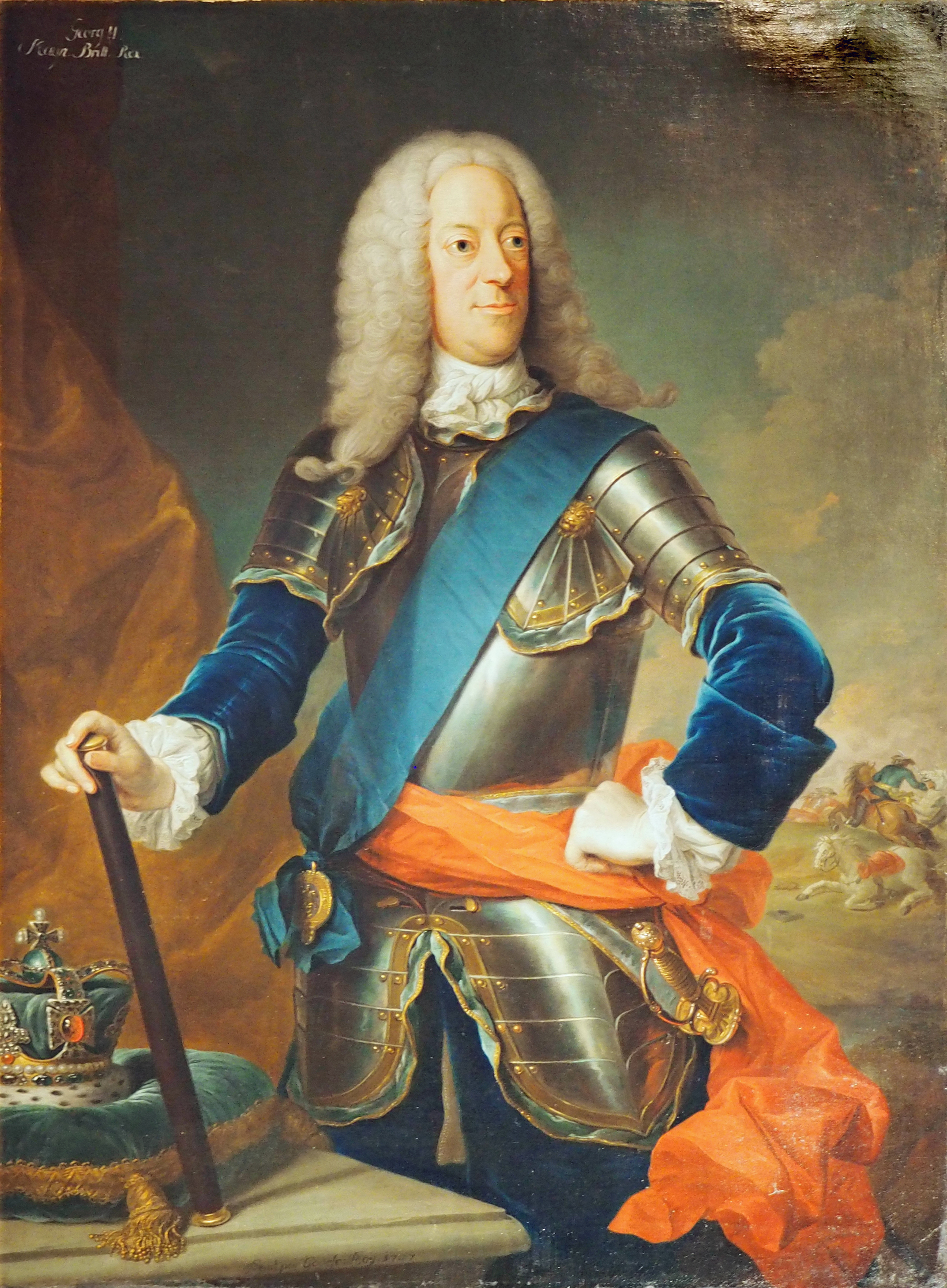
Jiří II. († 25. října)

### Svět
- 24. ledna – Pieter Boddaert, nizozemský právník, básník a spisovatel (* 6. srpna 1694)
- 22. února – Anna Magdalena Bachová, německá zpěvačka (* 22. září 1701)
- 9. května – Mikuláš Ludvík Zinzendorf, německý náboženský a sociální reformátor ( 26. května 1700)
- 21. května – Anna Nitschmann, německá básnířka a misionářka Moravské církve (* 24. listopadu 1715)
- 30. května – Johana Alžběta Holštýnsko-Gottorpská, německá regentka za syna Fridricha Augusta (* 24. října 1712)
- 25. června – Hürrem Kadınefendi, manželka osmanského sultána Ahmeda III. (* 6. prosince 1692)
- 27. září – Marie Amálie Saská, španělská, neapolská a sicilská královna (* 24. listopadu 1724)
- říjen – Girolamo Abos, maltsko-italský hudební skladatel (* 16. listopadu 1715)
- 24. října – Giuseppe Maria Orlandini, italský hudební skladatel (* 4. dubna 1676)
- 25. října – Jiří II., král Velké Británie a Irska (* 1683)
- 5. listopadu – Pierre Février, francouzský hudební skladatel, varhaník a cembalista (* 21. března 1696)
- 15. prosince – Leopold II. Fridrich z Egkhu, německý církevní hodnostář, olomoucký biskup (* 14. května 1696)

## Hlavy států
- Francie – Ludvík XV. (1715–1774)

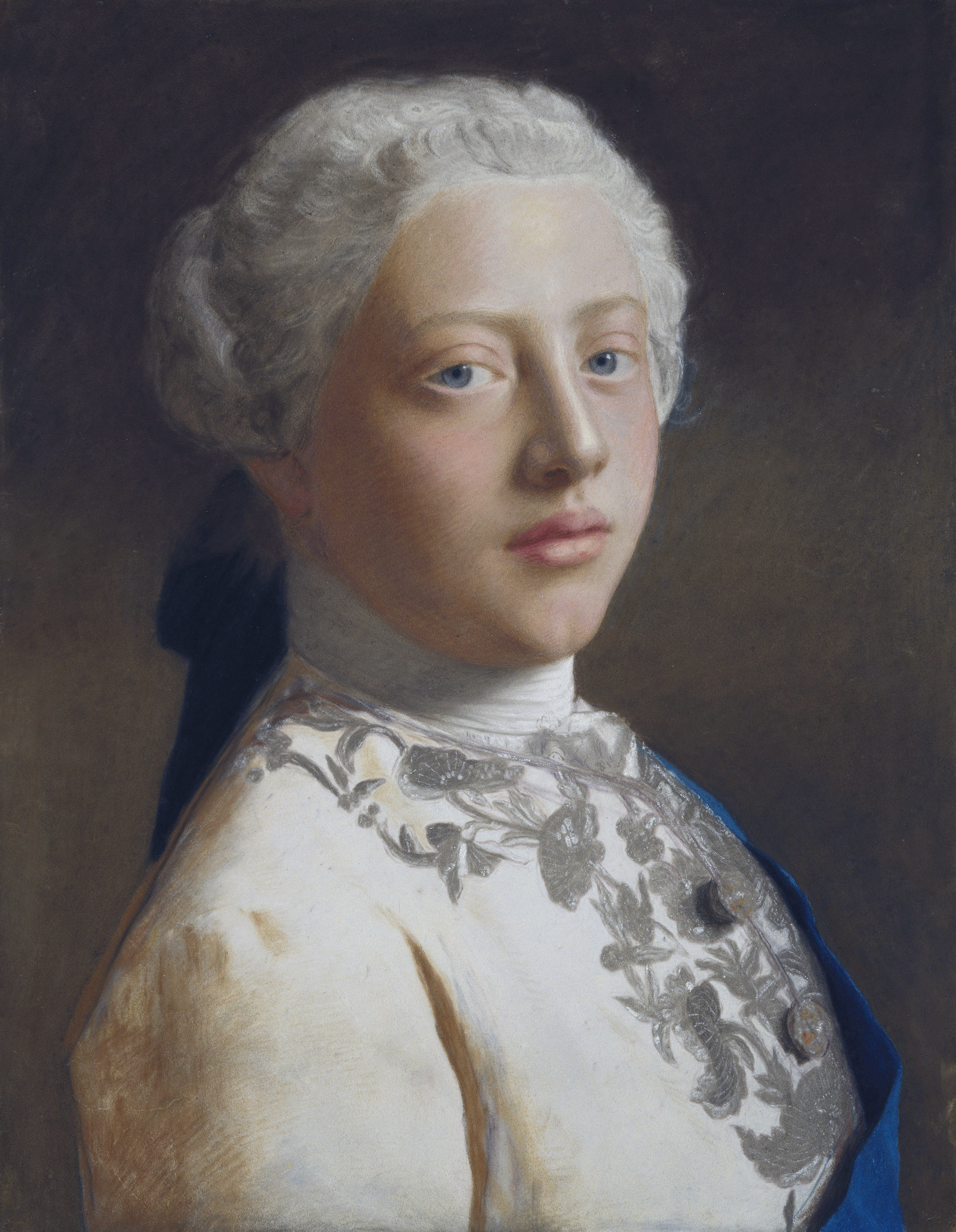
Anglickým králem se stal Jiří III.

- Habsburská monarchie – Marie Terezie (1740–1780)
- Osmanská říše – Mustafa III. (1757–1774)
- Polsko – August III. (1734–1763)
- Prusko – Fridrich II. (1740–1786)
- Rusko – Alžběta Petrovna (1741–1762)
- Španělsko – Karel III. (1759–1788)
- Švédsko – Adolf I. Fridrich (1751–1771)
- Velká Británie – Jiří II. (1727–1760) / Jiří III. (1760–1820)
- Svatá říše římská – František I. Štěpán Lotrinský (1745–1765)
- Papež – Klement XIII. (1758–1769)
- Japonsko – Momozono (1747–1762)